# Едсон Алварез
Едсон Омар Алварез Веласкез (шп. Edson Omar Álvarez Velázquez; Општина Тлалнепантла де Баз, 24. октобар 1997) јесте мексички фудбалер, који игра за Вест Хем јунајтед и репрезентацију Мексика.

## Каријера
Алварез је 2014. године приступио млађој категорији Клубу Америка, за тим до 17. године. Након тога приступио је сениорском тиму Клуба Америка где игра од 2016. године.
Позив за играње у сениорској селекцији Мексика добио је 30. јануара 2017. године. Прву утакмицу за репрезентаију одиграо је 8. фебруара 2017. године на мечу против селекције Исланда.
За селекцију Мексика играо је и на КОНКАКАФ златном купу 2017. године и на Светском првенству 2018. године у Русији.

## Статистика каријере

### Клупска
Ажурирано 10. маја 2018
| Клуб              | Сезона            | Лига               | Лига | Лига | Куп | Куп | Континентални куп | Континентални куп | Остало | Остало | Укупно | Укупно |
| Клуб              | Сезона            | Лига               | Ута  | Гол  | Ута | Гол | Ута               | Гол               | Ута    | Гол    | Ута    | Гол    |
| ----------------- | ----------------- | ------------------ | ---- | ---- | --- | --- | ----------------- | ----------------- | ------ | ------ | ------ | ------ |
| Клуб Америка      | 2016/17           | Прва мексичка лига | 21   | 2    | 6   | 0   | —                 | —                 | 1      | 0      | 28     | 2      |
| Клуб Америка      | 2017/18           | Прва мексичка лига | 31   | 0    | 4   | 0   | 4                 | 0                 | —      | —      | 39     | 0      |
| Клуб Америка      | Укупно            | Укупно             | 52   | 2    | 10  | 0   | 4                 | 0                 | 1      | 0      | 67     | 2      |
| Укупно у каријери | Укупно у каријери | Укупно у каријери  | 52   | 2    | 10  | 0   | 4                 | 0                 | 1      | 0      | 67     | 2      |

### Интернационална
Ажурирано 2. јула 2018 
| Репрезентација | Година | Наступи | Голови |
| -------------- | ------ | ------- | ------ |
| Мексико        | 2017   | 9       | 1      |
| Мексико        | 2018   | 11      | 0      |
| Мексико        | 2019   | 10      | 1      |
| Мексико        | 2020   | 3       | 0      |
| Мексико        | 2021   | 18      | 0      |
| Мексико        | 2022   | 9       | 1      |
| Мексико        | 2023   | 14      | 1      |
| Мексико        | 2024   | 5       | 1      |
| Укупно         | Укупно | 79      | 5      |

## Голови за репрезентацију
|    | Датум        | Локациија                                | Противник | Гол | Резултат | Такмичење                 |
| -- | ------------ | ---------------------------------------- | --------- | --- | -------- | ------------------------- |
| 1. | 16. јул 2017 | Аламодоме, Сан Антонио, Сједињене Државе | Курасао   | 2–0 | 2–0      | КОНКАКАФ златни куп 2017. |